# 389 هـ
389 هـ هي سنة في التقويم الهجري امتدت مقابلةً في التقويم الميلادي بين سنتي 998 و999.

## أحداث
- انتهاء الدولة السامانية

## مواليد
- ابن مهند

## وفيات
- الكشميهني
- زاهر بن أحمد السرخسي
- عبيد الله بن يحيى بن يحيى
- يحيى بن هذيل